# 利艾利亞區
利艾利亞區（西班牙語：Distrito de Llaylla）是秘魯的一個區，位於該國中部胡寧大區的薩蒂波省，始建於1965年3月26日，面積180.39平方公里，海拔高度1,100米，2005年人口4,444，人口密度每平方公里25人。